# Cole Channel
Der Cole Channel ist eine Meerenge vor der Loubet-Küste des Grahamlands auf der Antarktischen Halbinsel. Er verläuft in nordsüdlicher Richtung zwischen der Wright-Halbinsel der Adelaide-Insel und der Wyatt-Insel im Laubeuf-Fjord.
Das UK Antarctic Place-Names Committee benannte den Kanal 1984 nach Maurice John Cole (* 1935), Kapitän des Walfängers Bransfield in Diensten des British Antarctic Survey im Jahr 1975.